# Спирин, Алексей Николаевич
Алексе́й Никола́евич Спи́рин (4 января 1952, Рузаевка, Мордовская АССР — 31 января 2024) — советский и российский футбольный судья всесоюзной (с 20 декабря 1982) и международной категорий, председатель инспекторского комитета РФС.

## Биография
Окончил МИФИ. В 35 лет получил международную категорию, став самым молодым арбитром ФИФА в истории СССР.
Провёл более 50 международных матчей как на уровне национальных сборных, так и в европейских кубках, обслуживал первый матч финала Кубка УЕФА 1991 года. Судил матчи чемпионата мира в Италии в 1990 году — один матч в поле и два на линии, чемпионата Европы в Швеции в 1992 году (матч открытия Швеция — Франция), одну игру на Олимпийских играх в Сеуле в 1988 году.
Завершил карьеру судьи в начале 1990-х.
В чемпионатах России провёл девять игр.
После завершения работы в качестве арбитра работал в структурах РФС, в том числе генеральным секретарём РФС. Позже возглавил инспекторский комитет РФС, стал директором Кубка Первого канала по футболу, выступал экспертом в телевизионных футбольных программах.
Младший брат Пётр Спирин (1957—2011) также работал футбольным арбитром, обслуживал матчи чемпионата в 1993—2002 годах.
Скончался 31 января 2024 года на 73-м году жизни. Прах захоронен на Ваганьковском кладбище.